# David King (giocatore di football americano)
David King (Houston, 27 dicembre 1989) è un giocatore di football americano statunitense che gioca nel ruolo di defensive end per i Tennessee Titans della National Football League (NFL). Fu scelto nel corso del settimo giro (239º assoluto) del Draft NFL 2013 dai Philadelphia Eagles. Al college ha giocato a football all’Università dell'Oklahoma.

## Carriera professionistica

### Philadelphia Eagles
King fu scelto nel corso del settimo giro del Draft 2013 dai Philadelphia Eagles. Il 30 agosto fu svincolato.

### Cincinnati Bengals
Il 23 ottobre 2013, King firmò con i Cincinnati Bengals. Fu svincolato durante la stagione 2014 senza essere mai sceso in campo.

### Seattle Seahawks
Nella seconda metà della stagione 2014, King firmò con la squadra di allenamento dei Seattle Seahawks. Fu promosso nel roster attivo il 14 dicembre e debuttò come professionista nella gara del quindicesimo turno vinta contro i San Francisco 49ers. Sette giorni dopo mise a segno il primo sack in carriera ai danni di Ryan Lindley degli Arizona Cardinals. La sua stagione regolare si concluse disputando tutte le ultime tre partite. Il 16 novembre 2015 fu svincolato.

### Kansas City Chiefs
Il giorno successivo, King firmò coi Kansas City Chiefs.

### Tennessee Titans
Il 1º settembre 2017, King fu scambiato con i Tennessee Titans per una scelta del settimo giro del draft 2018.

## Palmarès

### Franchigia
- National Football Conference Championship: 1

Seattle Seahawks: 2014